# Geschichtspark Ehemaliges Zellengefängnis Moabit

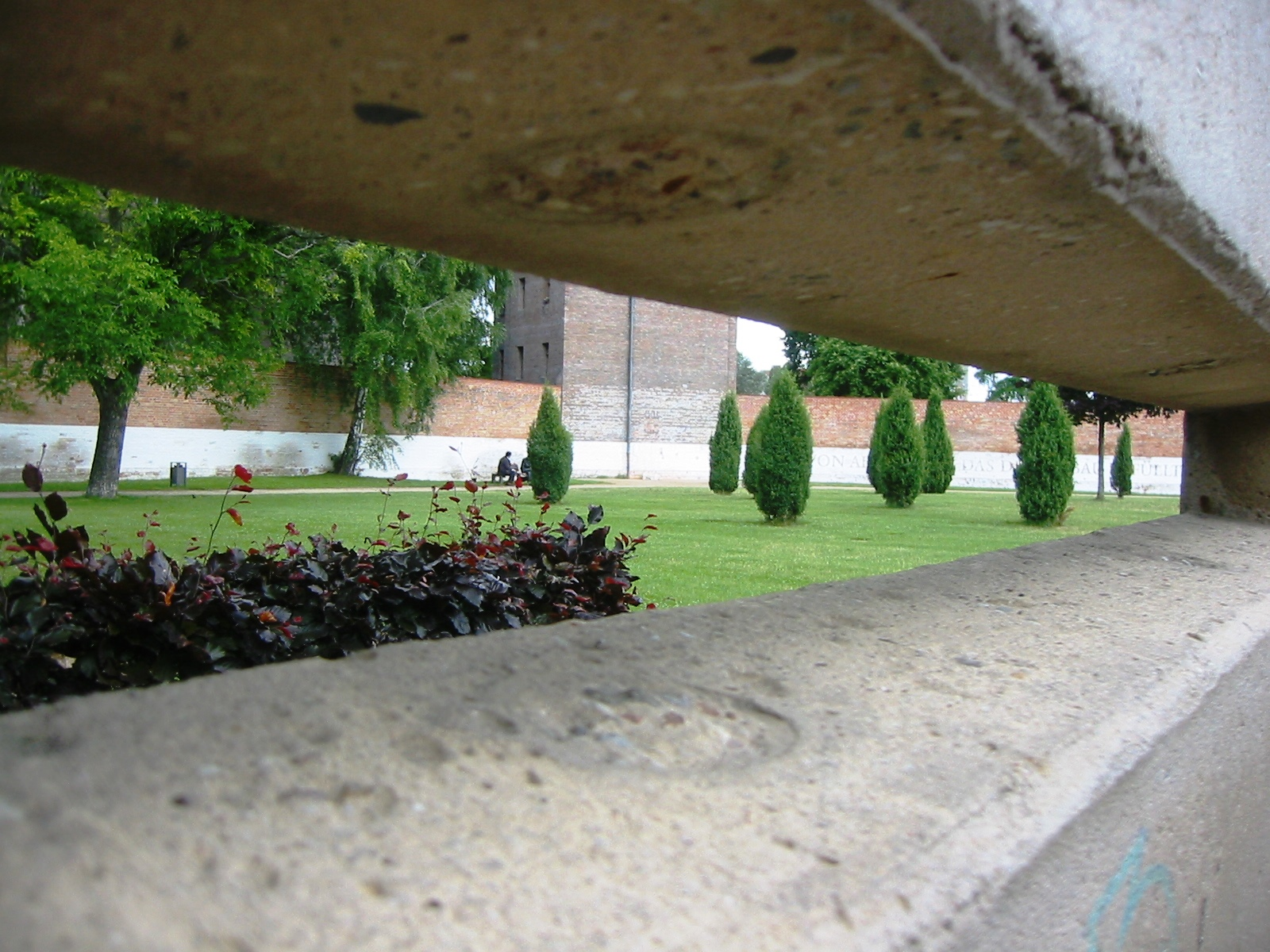
Geschichtspark Ehemaliges Zellengefängnis Moabit

Der Geschichtspark Ehemaliges Zellengefängnis Moabit befindet sich auf dem Grundstück des denkmalgeschützten ehemaligen Zellengefängnisses Lehrter Straße im Berliner Ortsteil Moabit des Bezirks Mitte.

## Geschichte
Das ehemalige Gefängnis wurde in den Jahren 1957/58 bis auf einige wenige Gefängnismauern sowie sieben im nördlichen Bereich des heutigen Parks stehende Beamtenwohnhäuser abgerissen. Damit sollte Platz für eine Schnellstraße, die so genannte „Westtangente“, geschaffen werden. Ein Teil des Friedhofs, auf dem Gefangene begraben waren, wurde entwidmet und als Kleingartenanlage genutzt. Erhalten blieb bis heute nur der Beamtenfriedhof. Hier wurden getrennt von den Gefangenen die Beamten des Gefängnisses bestattet. In den darauf folgenden Jahren wurde das Gelände provisorisch als Lagerfläche, Schrottplatz und von Autoreparaturwerkstätten genutzt. Von 1970 bis 1973 errichtete man auf dem Gebiet des ehemaligen Haupteinganges der Haftanstalt einen Wohnblock sowie von 1973 bis 1974 ein Parkhaus. Vier der sieben Beamtenwohnhäuser wurden hierfür abgerissen. Das übrige Gelände sollte zunächst einer Autobahn weichen. Spätere Planungen sahen eine blockartige Bebauung, schließlich eine Wohnbebauung mit Grünanlage vor. Bürgerproteste führten 1983 dazu, dass die Planung um den Bau der Westtangente nicht weiter verfolgt wurde.

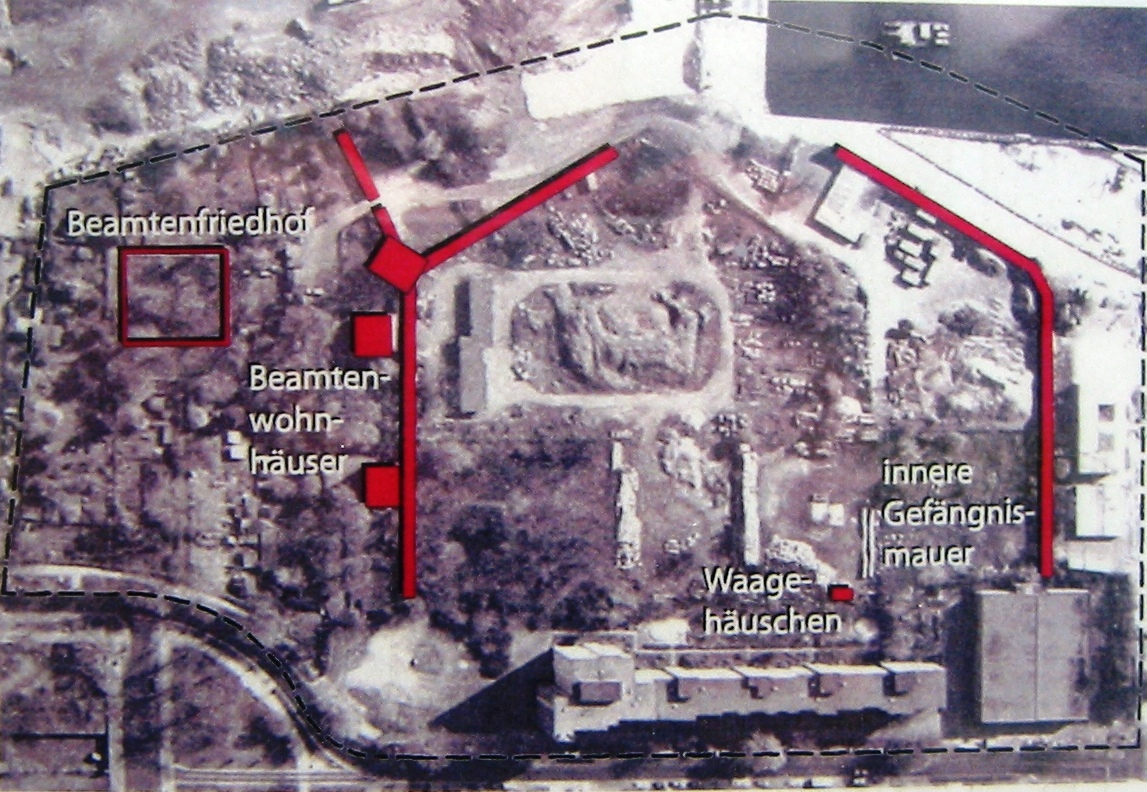
Luftbild mit den Überresten des Zellengefängnisses, 1997

Sieben Jahre später wurde erneut ein Bebauungsplan aufgestellt. Nun erkannte man die historische Bedeutung des Geländes und begann mit den Planungen für den heutigen Geschichtspark. Zwei Jahre später stellte der Senat von Berlin die erhaltenen Teile der rund fünf Meter hohen Gefängnismauer, den Beamtenfriedhof sowie drei der Beamtenwohnhäuser unter Denkmalschutz. Durch die Wiedervereinigung wurden jedoch auch diese Pläne obsolet: Geplant war nun, den Tiergartentunnel über das Gelände zu führen. Nach intensiven Diskussionen wurden diese Planungen jedoch so geändert, dass der Tunnel östlich des Geländes endet. 2003 begannen die Arbeiten unter der Leitung des Berliner Landschaftsarchitekturbüros Glaßer und Dagenbach, die am 26. Oktober 2006 mit der Eröffnung erfolgreich abgeschlossen wurden. Insgesamt investierte die Stadt rund 3,1 Millionen Euro in den Park.

## Parkgestaltung

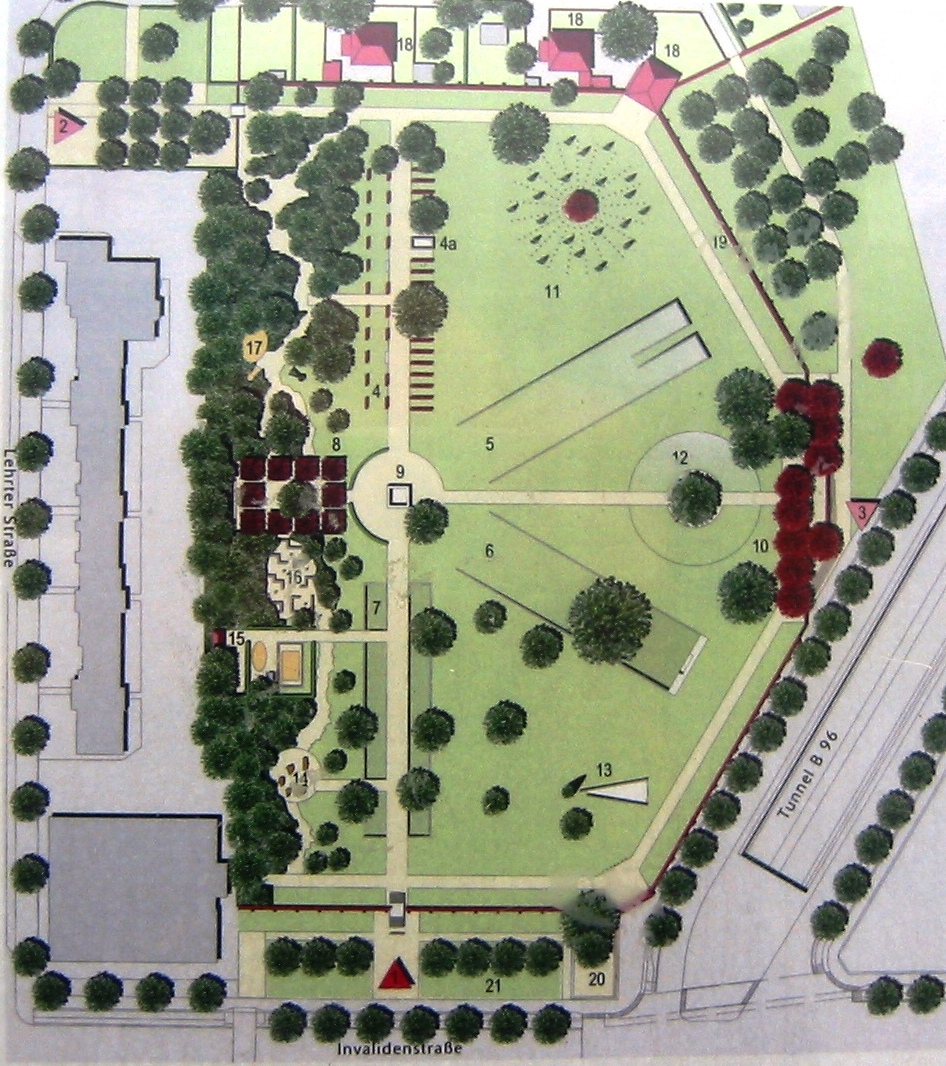
Entwurf der Parkgestaltung von Glaßer und Dagenbach

Der 28.000 m² große Park wird im Norden, Süden und Osten von der noch erhaltenen Gefängnismauer begrenzt. Westlich schließt sich ein Wohnblock an, der von der Lehrter Straße erschlossen wird. Das Gelände ist in zwei Hälften unterteilt: Im westlichen Teil wurde eine „romantische Landschaft als Reminiszenz an die zugewucherte Lagerstätte des Westberliner Tiefbauamtes von 1960 bis 1990“ geplant, die andere Hälfte als „strengen Jardin à la française“. Diese Kombination wird in Fachkreisen als „schwierige Gratwanderung zwischen Gedächtnis und Gedenkstättenkitsch, Erholung und Geschwätz“ gelobt. Im westlichen Teil des Parks befindet sich im ehemaligen Waagehaus ein Sternenlabyrinth von Gabriele Rosskamp und Serge Petit, welches aus verbliebenem Material des einstigen Lagers gestaltet wurde. Es besteht beispielsweise aus altem Natursteinpflaster, Reste des roten Sandsteins, der für den Bau der Moltkebrücke verwendet wurde, oder Teile der Brunnenanlage vor dem Zoologischen Garten. Mit dem Sternenlabyrinth wollen die Künstler daran erinnern, dass die Gefangenen nachts nur einen freien Blick auf die Sterne hatten. Kritiker sehen darin einen „allzu freien Umgang mit den verschiedenen geschichtlichen Epochen, die das Areal prägten“. Daneben findet man einige Spielbereiche, die von einem Moabiter Verein für Kinder und Jugendliche gestaltet wurden. Diese Spiel- und Lernobjekte haben ebenfalls einen Bezug zum Ort, wie etwa die Installationen von Bärbel Rothhaar in Form einer Kletterwand mit Aussparungen aus Schlüssellöchern, die Sitzmauer mit Schlüsselabdrücken oder die Pflanzbeete und der Sandkasten, die ebenfalls in Form eines Schlüssellochs gestaltet wurden. Diese Objekte sind von Kiefern, Birken und Robinien eingefasst.
Der Park kann von drei Zugängen betreten werden, die unterschiedlich gestaltet wurden. Die Eingangstüren zeigen dabei im geschlossenen Zustand an den Schlosskästen den Gefängnisgrundriss. Nutzt man den Eingang an der Invalidenstraße bzw. an der Bundesstraße 96, so wird der sternförmige Grundriss des ehemaligen Gefängnisses sichtbar: Die Zellenflügel scheinen durch ansteigende oder abgesenkte Rasenflächen auf, die mit Randsteinen eingefasst sind. Ein weiterer Gebäudeflügel ist durch Blutbuchenhecken angedeutet. Sie ermöglichen dem Besucher einen Eindruck von der Lage und Größe der Zellen. Eine dieser ehemaligen Zellen ist mit Hilfe von Ortbeton nachempfunden. Betritt man sie, so ertönt die Klanginstallation Klopfzeichen von Christiane Keppler. Sie zitiert Ausschnitte aus den 80 Moabiter Sonetten, die  Albrecht Haushofer hier als Häftling im Winter 1944/1945 verfasste. Drei Verse aus dem Sonett „In Fesseln“ ist in großen, weißen Lettern an der östlichen Gefängniswand aufgetragen: „Von allem Leid, das diesen Bau erfüllt, ist unter Mauerwerk und Eisengittern ein Hauch lebendig, ein geheimes Zittern …“ Südlich dieser Zelle befindet sich ein offener Quader aus Sichtbeton, der das einstige Panopticon der Haftanstalt symbolisiert. Um die Struktur und Farbe der alten Kalkmörtelfugen zu erreichen, wurden dem C35-Beton 2 % Pigmentton beigemischt. Anschließend wurden die Oberflächen sandgestrahlt, um so die gewünschten Unregelmäßigkeiten zu erzeugen. Westlich dieses Quaders ist die Lage des ehemaligen Verwaltungsgebäudes mit Hilfe von Blutbuchen abgebildet. Neben diesen Gebäuden befanden sich im Gefängnis kreisförmige Spazierhöfe, in denen die Gefangenen ihren Hofgang absolvieren konnten. Drei dieser Höfe sind im östlichen Teil des Parks nachgebildet: mit Trittsteinen auf den Grundrisslinien und je einem Wacholder, um einen noch aus der Zeit des Gefängnisses stammenden Walnussbaum sowie als dreieckförmiges Sichtbetonwerk.
Im Zuge der Baumaßnahmen musste die Gefängnismauer ertüchtigt werden, um den Bau des Tunnels Tiergarten Spreebogen (TTS) zu ermöglichen. Hierzu wurden Verpressanker in die Strebepfeiler eingebracht.

## Auszeichnungen
- 2007: Deutscher Landschaftsarchitekturpreis
- 2007: daylight spaces award 2007 – international architecture and design competition der Danubia Universität Krems in Österreich für die „besondere Nutzung des Tageslichtes als dramaturgisches Gestaltungsmittel in Verbindung mit dem Thema des Parkes“.[8]
- 2007: 2. Preis in der Kategorie Landschaft anlässlich der Veröffentlichung im Jahrbuch „Made in Germany“, Braun Verlag[9]